# 삼척소방서
삼척소방서(三陟消防署, Samcheok Fire Station)는 강원특별자치도 삼척시를 관할하는 강원특별자치도 소방본부 산하의 소방서이다.
소방서장은 소방정으로 보한다.

## 조직
| - 소방행정과 - 소방행정계 - 예산장비계 | - 방호구조과 - 방호조사계 - 예방계 - 구조구급계 | - 현장대응과 - 구조진압계 - 구급대 |

## 관할센터 및 관할구역
삼척소방서는 4개의 119안전센터와 1개의 구조대를 산하에 두고 있다.
| 명칭                 | 사진 | 주소                   | 관할구역                     | 지역대                      |
| -------------------- | ---- | ---------------------- | ---------------------------- | --------------------------- |
| 봉황119안전센터      |      | 봉황로 101             | 남양동, 교동, 정상동, 미로면 |                             |
| 도계119안전센터      |      | 도계읍 강원남부로 1446 | 도계읍, 하장면, 신기면       | 하장119지역대 신기119지역대 |
| 원덕119안전센터      |      | 원덕읍 삼척로 504      | 원덕읍, 가곡면               | 임원119지역대 가곡119지역대 |
| 근덕119안전센터      |      | 근덕면 교가길 37       | 근덕면, 노곡면               | 노곡119지역대               |
| 삼척소방서 119구조대 |      | 봉황로 101             | 강원특별자치도 삼척시 일원   |                             |

## 사건사고
- 동해안 산불

## 같이 보기
- 대한민국 소방청
- 대한민국의 소방
- 소방관 계급